# 青年の樹 (谷村新司の曲)
「青年の樹」（せいねんのき）は谷村新司の楽曲で、5枚目のシングル。1981年8月5日にポリスター / Casablancaから発売された。

## 概要
前作「群青」から1か月後に発表されたシングル。表題曲「青年の樹」は、同年5月から11までTBS系列で放送されたドラマ『野々村病院物語』の主題歌として書き下ろされた。また、同ドラマの続編である『野々村病院物語II』（1982年11月～1983年5月）が放送された際にも同様に主題歌として使用され、この時ジャケットを変更してシングルが再発売された。
B面曲「冬の雁」は7枚目のアルバム『海を渡る蝶』からのシングル・カット。

## 収録曲
全作詞・作曲：谷村新司 / 編曲：青木望
1. 青年の樹（4:05）
2. 冬の雁（4:06）